# Bornella excepta
Bornella excepta is een slakkensoort uit de familie van de Bornellidae. De wetenschappelijke naam van de soort is voor het eerst geldig gepubliceerd in 1884 door Bergh.